# Pšenica - najlepši cvet
Pšenica - najlepši cvet je slovenska ljudska pravljica. Prvič je kot samostojna pravljica oziroma knjiga izšla leta 1974, ko jo je zapisala Kristina Brenkova in ilustrirala Ančka Gošnik-Godec.

## Kratka vsebina
Nekoč je bil kralj, ki je v svojem kraljestvu ukazal pobiti vse stare ljudi, ki niso več mogli delati. Živel pa je v tem kraljestvu tudi mladenič, ki je imel očeta preveč rad, da bi sledil ukazu. Oče mu je svetoval, naj steše velik škaf, ga povezne za hišo in ga skrije po njim. Mladenič je to storil in očetu prinašal hrano ter skrbel zanj. 
Ta kralj je imel lepo hčer, ki jo je sklenil poročiti z najpametnejšim mladeničem v kraljestvu. Sestavil je tri uganke in mladenič, ki bo rešil vse uganke, bo postal hčerin mož in njegov naslednik. Pri prvi uganki je zapovedal, naj se naslednje jutro zberejo vsi mladeniči pred sončnim vzhodom na visoki gori in kdor bo prvi zagledal vzhajajoče sonce, bo rešil uganko. Mladeniču je oče svetoval, naj ne gleda proti vzhodu, temveč naj gleda, kdaj bo sonce s prvim žarkom obsvetilo vrh najvišje gore. In s pomočjo očeta je mladenič rešil prvo uganko. Drugič je kralj zapovedal, da bo uganko rešil tisti, ki bo prišel ne obut in ne bos. Mladeniču je zopet pomagal oče. Naročil mu je, naj si s čevljev odtrga podplate in res mu je uspelo rešiti drugo uganko. Za tretjo uganko pa je kralj zahteval, naj mu prinesejo za klobukom zataknjen najlepši cvet. Oče je svetoval sinu, naj pred kralja nese pšenični klas. Kralj je bil očaran nad mladeničevo modrostjo. Mladenič je tako uspešno rešil še tretjo uganko, zato ga je kralj razglasil za svojega naslednika, a se je le čudil njegovi modrosti, zato ga je vprašal od kod jo je vzel. Mladenič mu odkrito odgovoril, da mu je pomagal njegov oče, ki ga je rešil pred smrtjo in ga skril. Ko je kralj to slišal, mu je bil mladenič še ljubši kot prej, saj je dokazal, da ima hvaležno srce. Kralj je spoznal, da potrebujemo izkušenost in znanje starih ljudi. Zapovedal je, da naj se odslej vsak do starih ljudi spoštljivo obnaša.

## Liki
Glavni književni lik je mladenič katerega ime je neznano in ima vlogo junaka. Je preprost podeželski mladenič, ki ima veliko srce ter naklonjen in spoštljiv odnos do starih ljudi. Očetu je hvaležen za njegovo skrb med otroštvom in ga ima nadvse rad, zato je preprečil njegovo smrt. Mladenič je tudi skrben, ves ta čas, ko je oče bival pod čebrom mu je nosil hrano. Z uporom in kršitvijo kraljevega ukaza in nato s priznanjem kršitve, je mladenič pokazal svoj pogum in poštenost. Hkrati je bil dovolj pogumen, da je kršil zakon in pošten, da je priznal kršitev.
Kralj ima zelo različne vloge skozi celotno književno dogajanje. Njegova moč in oblast sta ga zaslepila in privedla do nehumanega razmišljanja in krutosti. Takšen je bil tudi njegov ukaz, ki je v čistem nasprotju z moralnimi načeli, saj je z njim starim ljudem jemal človekovo pravico do življenja. Kralj je želel imeti vedno najboljše- najpametnejšega mladeniča za svojega naslednika in moža svoje hčerke. V svoji želji po najboljšem je postal tudi egoističen-  ni se oziral na to, da bi hčer imela moža, ki bi bil njej po volji in bi ga imela rada. Nastopi tudi v vlogi preizkuševalca- preizkušal  je mladeniče s tem, da jim je zastavljal uganke. Na koncu pravljice pa se je spreobrnil in dobil novo podobo. Postal je spoštljiv do starejših in začne ceniti medsebojne odnose.
Oče je star, skromen in preprost človek. Sinu je zelo hvaležen, da ga je rešil smrti in mu v zameno pomaga. Je moder in izkušen. Zdrava kmečka pamet, skromnost in življenjskost očeta reši vse tri uganke. Omenjena je tudi hči kralja, ki nima pomembnejše vloge, celo pri izbiri moža ne sodeluje. Nastopajo še ostali mladeniči, ki se potegujejo za kraljevo hčer, ti delujejo nezrelo in neizkušeno.

## Analiza pravljice
Pšenica – najlepši cvet je ljudska pravljica, zato v njej najdemo tudi nekatere značilnosti ljudskih pravljic. Čas ni točno podan, zasledimo le, da se dogaja v prastarih časih. Tudi kraj dogajanja ni točno opredeljen, poleg tega pa se skozi celotno besedilo večkrat spremeni (dvorišče, na hribu, pred gradom…). Vsi liki so tipi, zato nimajo imen (kralj, hči, sin, oče, mladeniči). Pojavlja se pravljično število tri (tri uganke) in okrasni pridevki (lepa hčer, najpametnejši mladenič…).
Teme so nehuman ukaz, neupoštevanje ukaza, otroška ljubezen do staršev, reševanje nalog, modrost in izkušenost starih ljudi, nasprotja slabo-dobro (mladenič-kralj) in bogati-revni (plemstvo-kmetje). V pravljici zasledimo tudi vez z resničnim oziroma realnim svetom.  Prikazuje razlike med revnimi in bogatimi, pomen poljedelstva (pšenice) za takratni čas, oblast oziroma moč vladarja nad revnim, podrejenim.
V pravljici se dogajanje stopnjuje, doseže vrh in se konča s tipičnem  koncem, ko dobro zmaga nad slabim. Dobro predstavlja sin, ki reši očeta pred smrtjo in kralju odpre oči. Slabo pa predstavlja kralj s svojim neetičnem ukazom. Torej glavno sporočilo besedila je, dobro je poplačano. Lahko bi rekli tudi, da zmaga pravica nad krivico. Kralj je krivičen do starih ljudi, saj jim odvzame pravico do življenja. Njegova oblast nad deželo, mu ne daje pravice do oblasti nad človekovim življenjem. Krivica je s pomočjo mladeniča premagana, ko kralj spozna, da so ljudje kljub starosti, še kako koristni in imajo vso pravico živeti.

## Motivno- tematska analiza in primerjava
Vse pravljice vsekakor niso čisto idilične, tudi ta pravljica govori o grozovitem ukazu kralja. V pravljičnem svetu žene ljudi k častiželjnosti, težnji po obvladovanju sveta, avanturizmu, pravice in greha pa ne poznajo. V strmenju k tem so brezobzirni, samosvoji in pogosto okrutni, nehumani. Za dosego svojih ciljev so pripravljeni, brez premisleka vzeti življenje komu drugemu. Smrt je lahko razumemo kot izločitev iz normalnega človeškega bivanja, zato ponekod med mrtve prištevajo tudi norce, tujce, črnce… Tudi v pravljici Pšenica- najlepši cvet kralj izloči stare ljudi iz normalnega človeškega bivanja, označi jih za nezaželene. Isti motiv se pojavlja tudi v Grimmovih pravljica (Mladinska knjiga, 1993) Bremenski mestni godci in Stari Sultan . V teh pravljicah gospodarji hočejo ubiti svoje živali, ker zaradi njihove starosti niso več tako učinkoviti pri delu. Tudi v latvijski pripovedi Očetova modrost (Srajca srečnega človeka in druge latvijske pripovedi, 1975) zlobni kralj zaukaže, da morajo vsi sinovi pomorit svoje stare očete, ker primanjkuje hrane.
V repertoar junaškega delovanja spadajo tudi različne naloge, ki so razumljene kot preizkušnje. Preizkušnje mnogokrat predstavljajo zrelostni izpit. Zato je reševanje ugank ali nalog velikokrat v neposredni zvezi s poroko. V tej pravljici je pogoj za prestol in poroko s hčerko rešitev vseh treh ugank. Prav tako ta motiv zasledimo v ljudskih pravljicah :
- Pet bratov (Slovenske ljudske pripovedi, 1985, zapisal Ciril Drekonja) - Pet bratov, ki so bili obdarjeni vsak s svojo nadnaravno močjo, so se odpravili reševat kraljevo edinko, ki jo je odnesel zli duh. Z zmožnostjo zasledovanja, rušenja, strelstva, hitrosti in gradnje, jim je uspelo kraljično rešiti in jo vrniti očetu. Kralj je izpolnil dano obljubo in dal hčer najmlajšemu bratu rešitelju za ženo.
- Čudno drevo (Slovenske narodne pravljice, 2001)- Nekoč je živel kralj, ki je imel v svojem kraljestvu tako visoko drevo, da ni bilo videti vrha. Zato je naznanil, da kdor pride do vrha drevesa dobi kraljevo hčer za ženo in po njegovi smrti njegov prestol.
- O Bikcu Markcu (Slovenske narodne pravljice, 2001)- Grof je dal oznanit, naj se zberejo vsi mladeniči kraljestva, da bodo njegove hčerke metale jabolka v zrak. Kdor ga ujame, bo dobil tisto hčer  za ženo, od katere je ujel jabolko.
- Zlata hruška (Zlata čebelica, Najlepših petdeset, 2003, Fran Miličinski)- Na vrtu mogočnega kralja je rasla hruška, tako visoka, da ji niti vrha ni bilo videti. Niti kralj ni dobil kakega sadu s tega drevesa, zato je dal oklical po vsej deželi. Kdor gre na vrh in mu prinese hruško, bo dobil pol kraljestva in njegovo hčer za ženo.
- Okamnele kraljične (Slovenske narodne pravljice, 2001)-  Tri kraljične zavrnejo ženitno ponudbo čarovnika, zato okamni celotno kraljestvo. Kdor bo rešil kraljestvo, si bo lahko izbral katero koli izmed kraljičen. Zato se trije tesarjevi sinovi in se tako odpravijo na pot.

Včasih jih junak uspešno opravi zaradi svoje borbenosti, stanovitnosti, poguma itn. V veliki večini primerov pa namesto junaka opravijo nalogo pomočniki ali jih opremijo s čarobnimi rekviziti. Tudi v tej pravljici oče reši vse tri uganke, namesto mladeniča. Motiv  pomočnika se pojavlja še v nekaterih pravljicah kot so:
- Pastirček in čarovnikova hči (Slovenske narodne pravljice, 2001)- Čarovnikova hči je pastirčku povedala, kako reši uganke. In pastirčku je uspelo dobiti čarovnikovo hčer za ženo.
- Kraljevič in kraljična (Grimmove pravljice, 1993)- Kraljična in škrateljci opravijo naloge, ki jih zastavljal kralj.
- Mladenič, ki je postal kralj (Pravljice za lahko noč, 1989)- Živali pomagajo priti mladeniču, do prestola.

Mladenič si je svojo izbranost zaslužil s prijaznostjo, usmiljenjem in s spoštljivim odnosom do očeta. Najbolj simboličen izraz za spoštljivost in skrbnost je delitev hrane. Mladenič skrivaj nosi hrano očetu pod čeber. V zameno za skrb mu oče pomaga pri ugankah. Hrana je neke vrste družbena pogodba s katero se zavežejo, da ravnajo drug z drugim po principu solidarnosti in medsebojne pomoči. Isti motiv se pojavi tudi v slovenski ljudski pravljici Bela kača s kronico (Slovenske ljudske pripovedi, 1985, zapisal J.Novak). Otroci ji dajejo mleko, v zameno pa jih s svojo kronico obdari im potem jim nikoli več ni nič primanjkovalo. V češki ljudski pravljici Lonček, kuhaj (Zlata čebelica, Najlepših petdeset, 2003) deklica nahrani staro ženičko v gozdu. Za njeno dobrosrčnost  pa je dobila lonček, ki je kuhal mlečno kašo kolikor jo je hotela.
Motiv, ko starejši in izkušeni človek pomaga mlajšemu in neizkušenemu, tako ko star in moder oče pomaga rešiti mlademu in neizkušenemu mladeniču uganke, se pojavlja tudi v nekaterih latvijskih pripovedih.
- Pamet boljša kot žamet (Srajca srečnega človeka in druge latvijske zgodbe, 1975)- Berač sreča starčka, ki mu pomaga obogateti, povedal mu je kje skrito zlato.
- Pametni kmet (Srajca srečnega človeka in druge latvijske zgodbe, 1975)- Najmlajši od častnikov se odloči, da se bo posvetoval s starimi ljudmi.
- Očetova modrost (Srajca srečnega človeka in druge latvijske zgodbe, 1975)- Oče sinu svetuje, da naj odkrije streho, zmlati slamo in poseje zrnje. Sin je naredil tako, kot je svetoval oče in naslednje leto je zrasla rž.

## Interpretacija dela
Interpretacija književnega dela po Vladimirju J. Proppu:
Dogajanje se začne in konča na istem mestu, na graščini. Na začetku, ko kralj izreče ukaz in na koncu, ko mladenič zasede prestol. Celotno pravljično dogajanje ja na gosto prepleteno s simbolnimi potmi- na goro, domov, na grad, domov, na njivo in zopet na grad. Izhodiščna situacija pravljice je ukaz kralja, da morajo pomorit vse stare ljudi. Mladenič je objekt, ki se bori proti subjektu. Mladenič želi izhodiščno situacijo spremeniti, zato krši ukaz in skrije očeta pod čeber. Junak oz. mladenič odide od doma, potegovat se za nevesto. Kralj preizkuša mladeniča, zastavi mu uganko. Mladenič se vrne domov in starček mu svetuje naj gleda proti zahodu. Daruje svojo modrost in izkušenost. Mladenič ponovno odide od doma. Sledi dialog preizkuševalcem (kraljem) in preizkus (uganka) na gori. Junak reši uganko. Sledi drugi preizkus, kralj mu zastavi drugo uganko. Tedaj je tudi sin podvomil v očetovo pamet. Junak se zopet vrne domov, vendar je bil oče s svojo modrostjo kos tudi tej uganki. Naročil mu je, naj si odtrga podplate. Junak reši tudi drugo uganko. Sledi še zadnji preizkus oziroma tretja uganka. Tudi tokrat mu pomaga oče, pošlje ga na njivo po pšenični cvet. Mladenič reši tretjo uganko in s tem opravi preizkus.  Nato se junak razkrinka, prizna da ni upošteval ukaza in da mu je pri ugankah pomagal oče. S tem še bolj potrdi svoje junaštvo in je nagrajen. Zasede kraljevi prestol, se poroči in dobi nov dom. Kralj spozna svojo zmoto, se spreobrne in dobi novo podobo. Postane lažji junak, saj ukaže da se mora vsak spoštljivo obnašat do starih in naj bodo hčere in sinovi hvaležni svojim staršem za njihovo skrb.

### Književni liki po Proppu
Propp je prišel je tudi do sklepa, da so vse osebe v pravljicah, ki jih je analiziral lahko strukturira v 7 širokih tipov oseb. Tudi v pravljici Pšenica-najlepši cvet jih najdemo.
1. Škodljivec,podlež – kralj, ki nasprotuje življenju starih ljudi
2. Darovalec – oče, ki daruje sinu svojo modrost in izkušnje
3. Pomočnik (čarovnik) – oče, ki pomaga sinu rešit uganke
4. Princesa in njen oče – kralj, ki junaku da nalogo( uganko), hči pa nima nobene vloge
5. Odpošiljalec – oče, ki pošlje sina na njivo po žitni klas
6. Junak ali žrtev/junak iskalec – mladenič s pomočjo pomočnika reši uganke in se poroči s kraljično
7. Lažni junak/ anti heroj/vsiljivec – kralj s pomočjo mladeniča spozna zmoto in postane lažni  junak

## Izdaje
- Kristina Brenk: Pšenica - najlepši cvet, Ljubljana : Mladinska knjiga, 1974(COBISS)
- Lea Fatur: Pšenica - najlepši cvet, Ljubljana : Mladinska knjiga, 1979(COBISS)
- Lea Fatur: Pšenica - najlepši cvet, Ljubljana : Mladinska knjiga, 1990(COBISS)
- Pšenica, najlepši cvet : slovenska ljudska pravljica, Ljubljana : Mladinska knjiga, 1995(COBISS)
- Maja Logar: Zlata Čebelica: najlepših petdeset (Pšenica-najlepši cvet), Ljubljana: Mladinska knjiga, 2003(COBISS)

### Inačica
- Slovenske narodne pravljice: Tri uganke, Ljubljana: Karantanija, 2001 (COBISS)